# Alchemilla hispanica
Alchemilla hispanica är en rosväxtart som beskrevs av S. Fröhner. Alchemilla hispanica ingår i släktet daggkåpor, och familjen rosväxter. Inga underarter finns listade i Catalogue of Life.